# Major League Baseball Rookie of the Year Award
Il Major League Baseball Rookie of the Year Award è un premio che viene consegnato annualmente al miglior esordiente (in inglese "Rookie") di ciascuna delle due leghe che compongono la Major League Baseball. La scelta viene effettuata in base ai voti espressi dai membri dell'associazione americana dei giornalisti sportivi del baseball (Baseball Writers Association of America - BBWAA). Il premio fu istituito nel 1940 ma venne assegnato per la prima volta solo nel 1947. Il premio è stato rinominato Jackie Robinson Award nel luglio 1987.
Fred Lynn e Ichirō Suzuki sono gli unici ad avere vinto il premio di rookie of the year e il titolo di MVP nella stessa stagione e Fernando Valenzuela ad essere stato premiato come esordiente dell'anno e con il Cy Young Award nella stessa stagione. Sam Jethroe è stato il vincitore più anziano del premio, 32 anni, 33 giorni in più di Kazuhiro Sasaki che lo vinse nel 2000 anch'egli a 32 anni.

## Vincitori

### Premio unico per campionato (1947 - 48)
| Anno | Giocatore       | Squadra          | Ruolo |
| ---- | --------------- | ---------------- | ----- |
| 1947 | Jackie Robinson | Brooklyn Dodgers | 1B    |
| 1948 | Alvin Dark      | Boston Braves    | SS    |

### Premi divisi per National e American League (1949 - oggi)
American League
| Anno | Giocatore         | Squadra                | Posizione |
| ---- | ----------------- | ---------------------- | --------- |
| 1949 | Roy Sievers       | St. Louis Browns       | OF        |
| 1950 | Walt Dropo        | Boston Red Sox         | 1B        |
| 1951 | Gil McDougald     | New York Yankees       | 3B        |
| 1952 | Harry Byrd        | Philadelphia Athletics | P         |
| 1953 | Harvey Kuenn      | Detroit Tigers         | SS        |
| 1954 | Bob Grim          | New York Yankees       | P         |
| 1955 | Herb Score        | Cleveland Indians      | P         |
| 1956 | Luis Aparicio     | Chicago White Sox      | SS        |
| 1957 | Tony Kubek        | New York Yankees       | SS        |
| 1958 | Albie Pearson     | Washington Senators    | OF        |
| 1959 | Bob Allison       | Washington Senators    | OF        |
| 1960 | Ron Hansen        | Baltimore Orioles      | SS        |
| 1961 | Don Schwall       | Boston Red Sox         | P         |
| 1962 | Tom Tresh         | New York Yankees       | SS        |
| 1963 | Gary Peters       | Chicago White Sox      | P         |
| 1964 | Tony Oliva        | Minnesota Twins        | OF        |
| 1965 | Curt Blefary      | Baltimore Orioles      | OF        |
| 1966 | Tommie Agee       | Chicago White Sox      | OF        |
| 1967 | Rod Carew         | Minnesota Twins        | 2B        |
| 1968 | Stan Bahnsen      | New York Yankees       | P         |
| 1969 | Lou Piniella      | Kansas City Royals     | OF        |
| 1970 | Thurman Munson    | New York Yankees       | C         |
| 1971 | Chris Chambliss   | Cleveland Indians      | 1B        |
| 1972 | Carlton Fisk      | Boston Red Sox         | C         |
| 1973 | Al Bumbry         | Baltimore Orioles      | OF        |
| 1974 | Mike Hargrove     | Texas Rangers          | 1B        |
| 1975 | Fred Lynn         | Boston Red Sox         | OF        |
| 1976 | Mark Fidrych      | Detroit Tigers         | P         |
| 1977 | Eddie Murray      | Baltimore Orioles      | DH        |
| 1978 | Lou Whitaker      | Detroit Tigers         | 2B        |
| 1979 | John Castino      | Minnesota Twins        | 3B        |
| 1979 | Alfredo Griffin   | Toronto Blue Jays      | SS        |
| 1980 | Joe Charboneau    | Cleveland Indians      | OF        |
| 1981 | Dave Righetti     | New York Yankees       | P         |
| 1982 | Cal Ripken Jr.    | Baltimore Orioles      | SS        |
| 1983 | Ron Kittle        | Chicago White Sox      | OF        |
| 1984 | Alvin Davis       | Seattle Mariners       | 1B        |
| 1985 | Ozzie Guillén     | Chicago White Sox      | SS        |
| 1986 | José Canseco      | Oakland Athletics      | OF        |
| 1987 | Mark McGwire      | Oakland Athletics      | 1B        |
| 1988 | Walt Weiss        | Oakland Athletics      | SS        |
| 1989 | Gregg Olson       | Baltimore Orioles      | P         |
| 1990 | Sandy Alomar Jr   | Cleveland Indians      | C         |
| 1991 | Chuck Knoblauch   | Minnesota Twins        | 2B        |
| 1992 | Pat Listach       | Milwaukee Brewers      | SS        |
| 1993 | Tim Salmon        | California Angels      | OF        |
| 1994 | Bob Hamelin       | Kansas City Royals     | DH        |
| 1995 | Marty Cordova     | Minnesota Twins        | OF        |
| 1996 | Derek Jeter       | New York Yankees       | SS        |
| 1997 | Nomar Garciaparra | Boston Red Sox         | SS        |
| 1998 | Ben Grieve        | Oakland Athletics      | OF        |
| 1999 | Carlos Beltrán    | Kansas City Royals     | OF        |
| 2000 | Kazuhiro Sasaki   | Seattle Mariners       | P         |
| 2001 | Ichiro Suzuki     | Seattle Mariners       | OF        |
| 2002 | Eric Hinske       | Toronto Blue Jays      | 3B        |
| 2003 | Angel Berroa      | Kansas City Royals     | SS        |
| 2004 | Bobby Crosby      | Oakland Athletics      | SS        |
| 2005 | Huston Street     | Oakland Athletics      | P         |
| 2006 | Justin Verlander  | Detroit Tigers         | P         |
| 2007 | Dustin Pedroia    | Boston Red Sox         | 2B        |
| 2008 | Evan Longoria     | Tampa Bay Rays         | 3B        |
| 2009 | Andrew Bailey     | Oakland Athletics      | P         |
| 2010 | Neftali Feliz     | Texas Rangers          | P         |
| 2011 | Jeremy Hellickson | Tampa Bay Rays         | P         |
| 2012 | Mike Trout        | Los Angeles Angels     | OF        |
| 2013 | Wil Myers         | Tampa Bay Rays         | OF        |
| 2014 | José Abreu        | Chicago White Sox      | 1B        |
| 2015 | Carlos Correa     | Houston Astros         | SS        |
| 2016 | Michael Fulmer    | Detroit Tigers         | P         |
| 2017 | Aaron Judge       | New York Yankees       | OF        |
| 2018 | Shohei Ohtani     | Los Angeles Angels     | P/DH      |
| 2019 | Yordan Álvarez    | Houston Astros         | DH/OF     |
| 2020 | Kyle Lewis        | Seattle Mariners       | OF        |
| 2021 | Randy Arozarena   | Tampa Bay Rays         | OF        |
| 2022 | Julio Rodriguez   | Seattle Mariners       | OF        |

National League
| Anno | Giocatore           | Squadra               | Posizione |
| ---- | ------------------- | --------------------- | --------- |
| 1949 | Don Newcombe        | Brooklyn Dodgers      | P         |
| 1950 | Sam Jethroe         | Boston Braves         | OF        |
| 1951 | Willie Mays         | New York Giants       | OF        |
| 1952 | Joe Black           | Brooklyn Dodgers      | P         |
| 1953 | Jim Gilliam         | Brooklyn Dodgers      | 2B        |
| 1954 | Wally Moon          | St. Louis Cardinals   | OF        |
| 1955 | Bill Virdon         | St. Louis Cardinals   | OF        |
| 1956 | Frank Robinson      | Cincinnati Reds       | OF        |
| 1957 | Jack Sanford        | Philadelphia Phillies | P         |
| 1958 | Orlando Cepeda      | San Francisco Giants  | 1B        |
| 1959 | Willie McCovey      | San Francisco Giants  | 1B        |
| 1960 | Frank Howard        | Los Angeles Dodgers   | OF        |
| 1961 | Billy Williams      | Chicago Cubs          | OF        |
| 1962 | Ken Hubbs           | Chicago Cubs          | 2B        |
| 1963 | Pete Rose           | Cincinnati Reds       | 2B        |
| 1964 | Dick Allen          | Philadelphia Phillies | 3B        |
| 1965 | Jim Lefebvre        | Los Angeles Dodgers   | 2B        |
| 1966 | Tommy Helms         | Cincinnati Reds       | 2B        |
| 1967 | Tom Seaver          | New York Mets         | P         |
| 1968 | Johnny Bench        | Cincinnati Reds       | C         |
| 1969 | Ted Sizemore        | Los Angeles Dodgers   | 2B        |
| 1970 | Carl Morton         | Montreal Expos        | P         |
| 1971 | Earl Williams       | Atlanta Braves        | C         |
| 1972 | Jon Matlack         | New York Mets         | P         |
| 1973 | Gary Matthews       | San Francisco Giants  | OF        |
| 1974 | Bake McBride        | St. Louis Cardinals   | OF        |
| 1975 | John Montefusco     | San Francisco Giants  | P         |
| 1976 | Butch Metzger       | San Diego Padres      | P         |
| 1976 | Pat Zachry          | Cincinnati Reds       | P         |
| 1977 | Andre Dawson        | Montreal Expos        | OF        |
| 1978 | Bob Horner          | Atlanta Braves        | 3B        |
| 1979 | Rick Sutcliffe      | Los Angeles Dodgers   | P         |
| 1980 | Steve Howe          | Los Angeles Dodgers   | P         |
| 1981 | Fernando Valenzuela | Los Angeles Dodgers   | P         |
| 1982 | Steve Sax           | Los Angeles Dodgers   | 2B        |
| 1983 | Darryl Strawberry   | New York Mets         | OF        |
| 1984 | Dwight Gooden       | New York Mets         | P         |
| 1985 | Vince Coleman       | St. Louis Cardinals   | OF        |
| 1986 | Todd Worrell        | St. Louis Cardinals   | P         |
| 1987 | Benito Santiago     | San Diego Padres      | C         |
| 1988 | Chris Sabo          | Cincinnati Reds       | 3B        |
| 1989 | Jerome Walton       | Chicago Cubs          | OF        |
| 1990 | David Justice       | Atlanta Braves        | OF        |
| 1991 | Jeff Bagwell        | Houston Astros        | 1B        |
| 1992 | Eric Karros         | Los Angeles Dodgers   | 1B        |
| 1993 | Mike Piazza         | Los Angeles Dodgers   | C         |
| 1994 | Raúl Mondesí        | Los Angeles Dodgers   | OF        |
| 1995 | Hideo Nomo          | Los Angeles Dodgers   | P         |
| 1996 | Todd Hollandsworth  | Los Angeles Dodgers   | OF        |
| 1997 | Scott Rolen         | Philadelphia Phillies | 3B        |
| 1998 | Kerry Wood          | Chicago Cubs          | P         |
| 1999 | Scott Williamson    | Cincinnati Reds       | P         |
| 2000 | Rafael Furcal       | Atlanta Braves        | SS        |
| 2001 | Albert Pujols       | St. Louis Cardinals   | 1B        |
| 2002 | Jason Jennings      | Colorado Rockies      | P         |
| 2003 | Dontrelle Willis    | Florida Marlins       | P         |
| 2004 | Jason Bay           | Pittsburgh Pirates    | OF        |
| 2005 | Ryan Howard         | Philadelphia Phillies | 1B        |
| 2006 | Hanley Ramírez      | Florida Marlins       | SS        |
| 2007 | Ryan Braun          | Milwaukee Brewers     | 3B        |
| 2008 | Geovany Soto        | Chicago Cubs          | C         |
| 2009 | Chris Coghlan       | Florida Marlins       | OF        |
| 2010 | Buster Posey        | San Francisco Giants  | C         |
| 2011 | Craig Kimbrel       | Atlanta Braves        | P         |
| 2012 | Bryce Harper        | Washington Nationals  | OF        |
| 2013 | José Fernández      | Miami Marlins         | P         |
| 2014 | Jacob deGrom        | New York Mets         | P         |
| 2015 | Kris Bryant         | Chicago Cubs          | 3B        |
| 2016 | Corey Seager        | Los Angeles Dodgers   | SS        |
| 2017 | Cody Bellinger      | Los Angeles Dodgers   | 1B        |
| 2018 | Ronald Acuña Jr.    | Atlanta Braves        | OF        |
| 2019 | Pete Alonso         | New York Mets         | 1B        |
| 2020 | Devin Williams      | Milwaukee Brewers     | P         |
| 2021 | Jonathan India      | Cincinnati Reds       | 2B        |

Legenda:

P = Pitcher (Lanciatore), C = Catcher (Ricevitore), 1B = Prima base, 2B = Seconda base, 3B = Terza base, SS = Shortstop (Interbase), OF = Outfielder (Esterno), DH = Designated Hitter (Battitore designato)

### Vincitori per squadra
| #  | Squadra                                                     | Vittorie |
| -- | ----------------------------------------------------------- | -------- |
| 1  | Brooklyn / Los Angeles Dodgers                              | 18       |
| 2  | New York Yankees                                            | 9        |
| 3  | Boston / Atlanta Braves                                     | 8        |
| -  | Philadelphia / Oakland Athletics                            | 8        |
| -  | Cincinnati Reds                                             | 8        |
| 6  | Washington Senators / Minnesota Twins                       | 7        |
| -  | St. Louis Browns / Baltimore Orioles                        | 7        |
| 8  | Chicago Cubs                                                | 6        |
| -  | Chicago White Sox                                           | 6        |
| -  | New York / San Francisco Giants                             | 6        |
| -  | Boston Red Sox                                              | 6        |
| -  | St. Louis Cardinals                                         | 6        |
| -  | New York Mets                                               | 6        |
| 14 | Detroit Tigers                                              | 5        |
| 15 | Philadelphia Phillies                                       | 4        |
| -  | Kansas City Royals                                          | 4        |
| -  | Cleveland Indians                                           | 4        |
| -  | Seattle Mariners                                            | 4        |
| 19 | Anaheim Angels / California Angels / L.A. Angels of Anaheim | 3        |
| -  | Florida Marlins                                             | 3        |
| -  | Montreal Expos / Washington Nationals                       | 3        |
| -  | Houston Astros                                              | 3        |
| -  | Milwaukee Brewers                                           | 3        |
| -  | Tampa Bay Rays                                              | 3        |
| 25 | Texas Rangers                                               | 2        |
| -  | Toronto Blue Jays                                           | 2        |
| -  | San Diego Padres                                            | 2        |
| 28 | Pittsburgh Pirates                                          | 1        |
| -  | Colorado Rockies                                            | 1        |
| 30 | Arizona Diamondbacks                                        | 0        |